# Morten Bjørlo
Morten Bjørlo (Norvégia, 1995. október 4. –) norvég labdarúgó, a Rosenborg középpályása.

## Pályafutása
Bjørlo Norvégiában született. Az ifjúsági pályafutását a Staal Jørpeland akadémiájánál kezdte.
2012-ben mutatkozott be a Staal Jørpeland felnőtt keretében. 2015-ben a Sola, míg 2016-ban az Egersund szerződtette. 2018-ban a Nest-Sotrához írt alá. 2019-ben visszatért az Egersundhoz. 2020-ban a másodosztályú Strømmenhez, míg 2020-ban a HamKam-hoz igazolt. Először a 2021. május 15-ei, Stjørdals-Blink ellen 3–0-ra megnyert mérkőzésen lépett pályára. Első gólját 2021. július 2-án, az Ullensaker/Kisa ellen hazai pályán 3–0-ás győzelemme zárult találkozón szerezte meg. A 2021-es szezonban feljutottak az Eliteserienbe. 2023. január 8-án szerződést kötött a Rosenborg együttesével.

## Statisztikák
2023. július 30. szerint
| Klub      | Szezon   | Osztály     | Bajnokság | Bajnokság | Kupa  | Kupa | Nemzetközi | Nemzetközi | Összesen | Összesen |
| Klub      | Szezon   | Osztály     | Meccs     | Gól       | Meccs | Gól  | Meccs      | Gól        | Meccs    | Gól      |
| --------- | -------- | ----------- | --------- | --------- | ----- | ---- | ---------- | ---------- | -------- | -------- |
| Strømmen  | 2020     | OBOS-ligaen | 30        | 4         | —     | —    | —          | —          | 30       | 4        |
| HamKam    | 2021     | OBOS-ligaen | 28        | 4         | 1     | 0    | —          | —          | 29       | 4        |
| HamKam    | 2022     | Eliteserien | 16        | 1         | 1     | 0    | —          | —          | 17       | 1        |
| HamKam    | Összesen | Összesen    | 44        | 5         | 2     | 0    | 0          | 0          | 46       | 5        |
| Rosenborg | 2023     | Eliteserien | 15        | 2         | 1     | 0    | 1          | 0          | 17       | 2        |
| Összesen  | Összesen | Összesen    | 89        | 11        | 3     | 0    | 1          | 0          | 93       | 11       |

## Sikerei, díjai
HamKam
- OBOS-ligaen
  - Feljutó (1): 2021